# Dino Crescentini
Dino Crescentini (* 22. September 1947; † 22. Juni 2008 in Bowmanville, Kanada) war ein san-marinesischer Bobfahrer und Automobilrennfahrer.

## Leben
Dino Crescentini wurde in San Marino geboren und emigrierte mit seiner Familie in den 1970er Jahren in die Vereinigten Staaten.
Anfang der 1990er Jahre gründete er mit Jean Pierre Renzi, Mike Crocenzi und seinem Bruder Marcello in Rochester Hills die san-marinesische Bobnationalmannschaft.
Nachdem sie bei ihren Bob einem Wettkampf in Europa nicht wieder in die Vereinigten Staaten mit zurück nahmen, mussten sie sich bei sich bei ihrem Olympia-Qualifikationswettkampf in Lake Placid einen Bob leihen. Nach drei Tagen langsamer Zeiten entdeckten sie drei lose Schrauben am Bob. Nach der Reparatur des Bob konnten sie in einen Lauf als Dritter und einen als Vierter abschließen. Durch dieses Resultat qualifizierte sich die Crew als erste und bisher einzige des Landes für Olympische Winterspiele. Bei den Olympischen Winterspielen 1994 in Lillehammer nahm Crescentini als Pilot im Alter von 46 Jahren zusammen mit dem 24-jährigen Mike Crocenzi als Anschieber im Zweierbob-Wettkampf teil. Jean Pierre Renzi war als Ersatzathlet mitgereist. Das Duo belegte unter 43 Bobs den 41. Platz. Bei der Eröffnungsfeier war Dino Crescentini Fahnenträger der san-marinesischen Mannschaft.
In den späten 1990er Jahren begann Dino Crescentini mit dem Motorsport. Am 22. Juni 2008 kam er während seines Rennens beim International Vintage Racing Festival im Canadian Tire Motorsport Park ums Leben. Sein Wagen flog auf der Mario-Andretti-Geraden mit hoher Geschwindigkeit in die Luft und überschlug sich mehrmals, bevor er gegen eine Wand prallte. Crescentini wurde ins Krankenhaus von Bowmanville gebracht, wo er für tot erklärt wurde.